# جوزيف دي. ريتمان
جوزيف دي. ريتمان (بالإنجليزية: Joseph D. Reitman)‏ هو ممثل أمريكي، ولد في 25 مايو 1968 ببروكلين في الولايات المتحدة.

## وصلات خارجية
- جوزيف دي. ريتمان على موقع IMDb (الإنجليزية)
- جوزيف دي. ريتمان على موقع ميوزك برينز (الإنجليزية)
- جوزيف دي. ريتمان على موقع أول موفي (الإنجليزية)
- جوزيف دي. ريتمان على موقع قاعدة بيانات الأفلام السويدية (السويدية)
- جوزيف دي. ريتمان على موقع إن إن دي بي (الإنجليزية)
- جوزيف دي. ريتمان على موقع قاعدة بيانات الفيلم (الإنجليزية)